# Julien Martineau
Pour les articles homonymes, voir Martineau.
Julien Martineau est un mandoliniste français né en 1978 à Argenteuil (Val-d'Oise).

## Biographie
À 19 ans, Julien Martineau remporte le prix Giuseppe Anedda au concours international de mandoline de Varazze présidé par Ugo Orlandi.
Soliste invité aux Victoires de la musique classique, il a fait ses débuts avec l'Orchestre Philharmonique de Radio France sous la direction de Rinaldo Alessandrini avec qui il a enregistré les concertos de Vivaldi et Calace (Naïve).
En 2021, Julien Martineau est nommé Directeur Honoraire de la Classical Mandolin Society of America. En octobre 2022, il siège au jury du Concours International de Mandoline de Tokyo.
Ses collaborations concertantes avec des formations telles que l’Orchestre national du Capitole de Toulouse, l’Orchestre National de Bordeaux Aquitaine, Pygmalion, l’Orchestre Métropolitain de Lisbonne, l’Orchestre National de Lituanie, l’Orchestre National de Biélorussie entre autres, lui permettent de mettre en lumière la virtuosité mais aussi la délicatesse de son instrument, tout autant que ses concerts avec Vanessa Benelli Mosell, Yvan Cassar, Bertrand Chamayou, Jean-François Zygel, Geneviève Laurenceau, Thibaut Garcia, Yann Dubost, Éric Franceries ou les chanteurs Roberto Alagna, Natalie Dessay, Sabine Devieilhe, Thomas Hampson, Florian Sempey.
Fin 2023, paraît le conte musical de Thierry Huillet et Clara Cernat La Mandoline de Lviv avec Julie Depardieu (Privat/Gallimard).
Son intérêt pour l’instrument se traduit également dans sa passion pour la facture. Depuis plusieurs années, Julien Martineau travaille avec Savarez, leader mondial des cordes pour guitare classique, afin de développer de nouvelles cordes pour mandoline utilisant les dernières innovations technologiques. Par ailleurs, il joue un modèle d’instrument conçu pour lui par l'un des grands luthiers actuels, le Canadien Brian N. Dean.
Directeur artistique-fondateur du Festival de Toulouse, Julien Martineau a été nommé Chevalier des Arts et des Lettres en 2024. Il s’est également vu décerné le Prix Déodat de Séverac de l’Académie du Languedoc. Professeur de mandoline au conservatoire à rayonnement régional de Toulouse, il est par ailleurs titulaire d’un master (DEA) en musicologie de Paris IV-Sorbonne et diplômé du Conservatoire national supérieur de musique de Paris en histoire de la musique.

## Distinctions
- Chevalier de l'ordre des Arts et des Lettres (2024)[4]